# TechEdSat 1

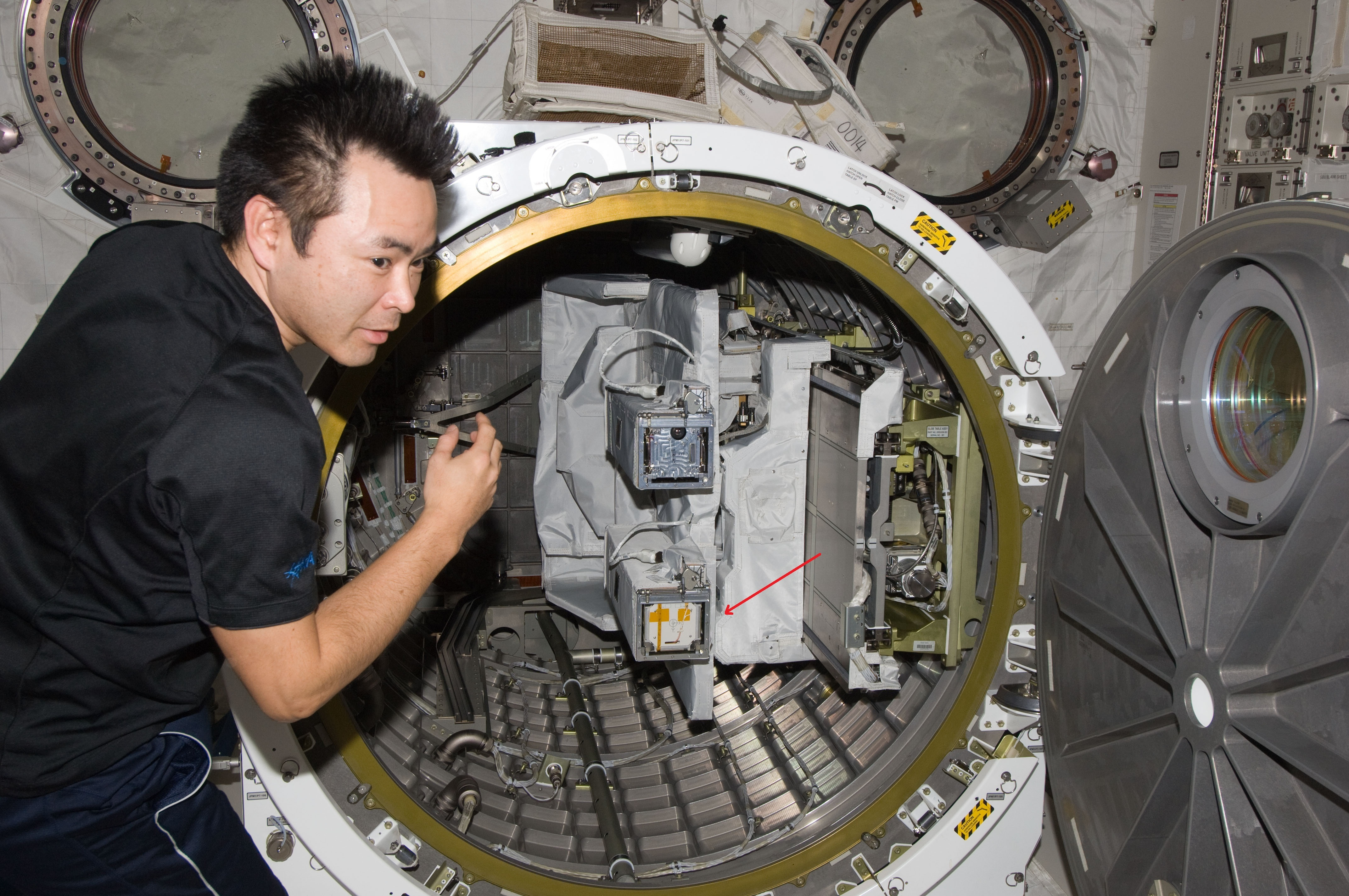
Astronaut Akihiko Hoshide und TechEdSat (unten) in der Schleuse vor der Freisetzung

TechEdSat 1 (Technical Education Satellite) war ein Cubesat, der von der ISS aus freigesetzt wurde. Der Satellit war in nur vier Monaten von der San José State University, dem Ames Research Center der NASA und der schwedischen Firma ÅAC Microtec gebaut worden. Die Kosten betrugen weniger als 30.000 US-Dollar.
Zweck von TechEdSat 1 war, weltraumtaugliche Avionik, die von ÅAC Microtec entwickelt wurde, zu testen, und ein Experiment mit Kommunikationssatelliten durchzuführen. Dabei hätte TechEdSat 1 Frequenzen von Bodenstationen verwendet, um mit Iridium- und Orbcomm-Satelliten zu kommunizieren. Der dazu vorgesehene Sender wurde aber bereits vor dem Start außer Betrieb genommen, weil die Lizenz der Zulassungsbehörde FCC nicht rechtzeitig erteilt wurde.
TechEdSat 1 wurde am 21. Juli 2012 in einem HTV im Tanegashima Space Center gestartet und zur ISS gebracht. Von dort aus wurde er am 4. Oktober 2012 durch eine Luftschleuse, zusammen mit den vier anderen CubeSats RAIKO, WE WISH, FITSAT-1 und F-1, ins Weltall freigesetzt.
Der Satellit verfügte über zwei Monopolantennen für das 2-m- und das 70-cm-Band sowie eine Patchantenne für 1600 MHz. Der Satellit sendete ein AX.25-Bakensignal sowie Telemetrie in einem Amateurfunkband. Hierzu wurde von der IARU die Frequenz 437,465 MHz im 70-cm-Band koordiniert.
Nachfolger war der 2013 gestartete TechEdSat 3p.